# Horsens
Horsens je grad koji se nalazi na istočnoj obali poluotoka Jutland u Danskoj. Sjedište je istoimene općine. Prema popisu stanovništva iz 2020. godine Horsens je imao 59.449 stanovnika. 

## Poznate osobe
- Vitus Jonassen Bering, danski istraživač i kartograf u službi Ruskog Carstva
- Vagn Holmboe, danski skladatelj
- Simon Kjær, danski nogometaš
- Brian Priske, danski nogometaš
- Anders Samuelsen, bivši danski ministar vanjskih poslova

## Gradski partneri
- Blönduós, Island
- Chengdu, NR Kina
- Karlstad, Švedska
- Moss, Norveška
- Nokia, Finska

## Vanjske poveznice
Vodič: Horsens na Wikivoyageu
- Službena web stranica grada
- Horsens Hrvatska enciklopedija
- Horsens, Proleksis enciklopedija